# Keep the Village Alive
Keep the Village Alive Es el décimo disco de estudio lanzado por la banda galesa Stereophonics,lanzado en septiembre del 2015. Este disco es el sucesor del disco Graffiti on the train disco el cual encontraron un nuevo sonido a la banda. El primer corte de difusión del disco se llama " C´est la vie " estrenado en mayo del 2015.
- Datos: Q19954543